# Пек деревний
Пек деревний (рос. пек древесный; англ. wood pitch; нім. Holz[teer]pech n) – залишок від перегонки деревної смоли. У залежності від способу перегонки і глибини відбору смоляних масел являє собою твердий або високов’язкий рідкий продукт чорного кольору. Складна суміш органічних сполук. Основний компонент – високомолекулярні фенолокислоти (55-85%). За своїми хімічними даними – аналог феноло-формальдегідних смол. Не розчиняється у воді, але розчиняється у багатьох органічних розчинниках; у розчинах лугів утворює емульсії.Компонент пластифікаторів бурових розчинів.

## Різновиди

### Пек деревний омилений
Пек деревний омилений – продукт, що одержується омиленням деревного пеку лугом; виготовляється у вигляді пастоподібного продукту і використовується як пластифікатор за нормальних температур. Постачається в паперових пакетах чи мішках; зберігається в накритому приміщенні; гарантійний термін зберігання 4 міс.; під час приготування розчину сильно піниться.